# Albertville

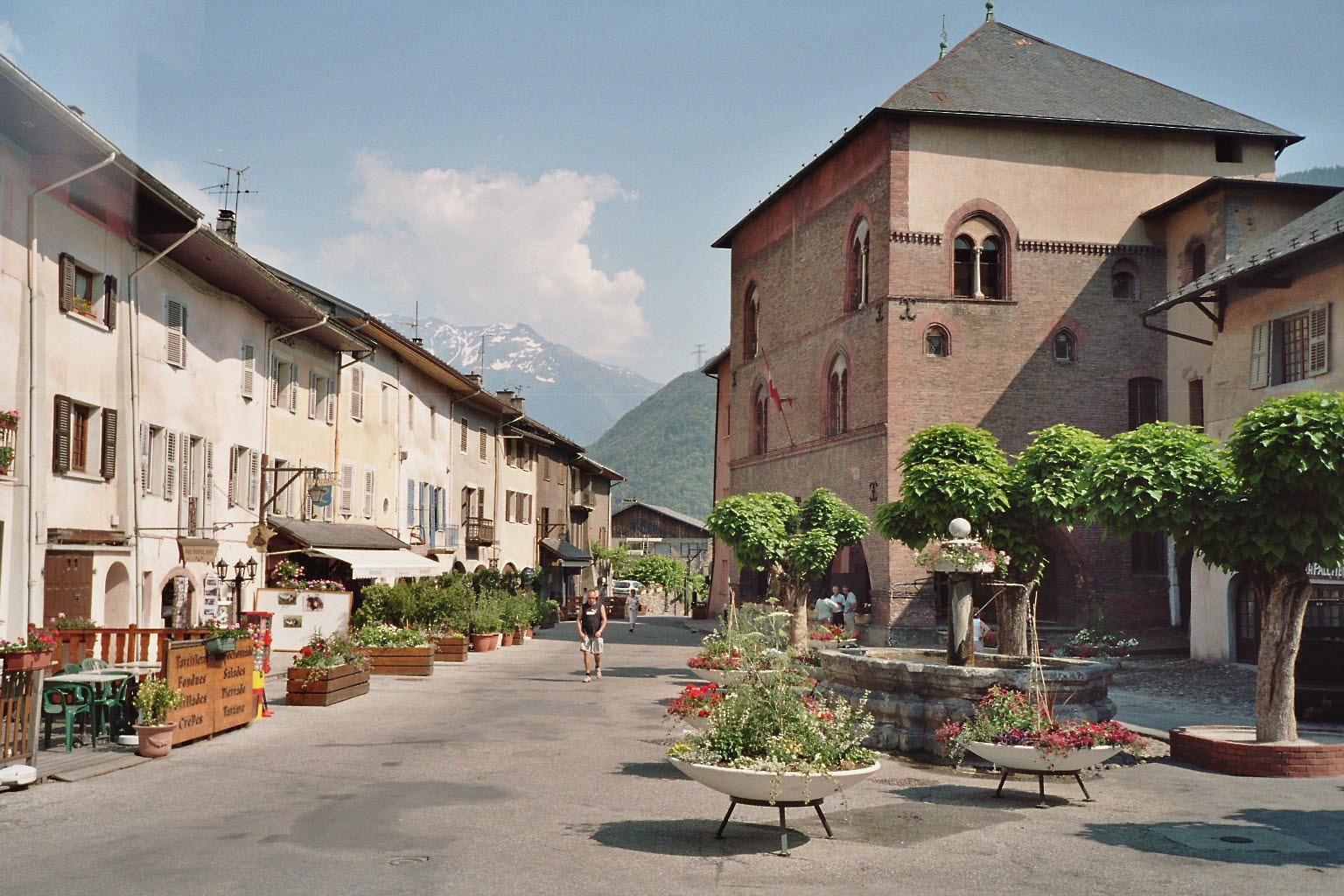

För andra betydelser, se Albertville (olika betydelser).
Albertville (uttal (fil)) är en kommun i departementet Savoie i sydöstra Frankrike.  År 2022 hade Albertville 19 706 invånare. Olympiska vinterspelen 1992 anordnades i departementet Savoie, med kommunen Albertville som värd. Några av idrottsplatserna anpassades senare för andra ändamål. Vissa idrottsplatser finns fortfarande kvar, som ishallen, La halle de glace Olympique, designad av arkitekten Jacques Kalisz. Trots detta förblir staden mer en industristad än turiststad.

## Befolkningsutveckling
Antalet invånare i kommunen Albertville
| Referens: INSEE |

## Galleri

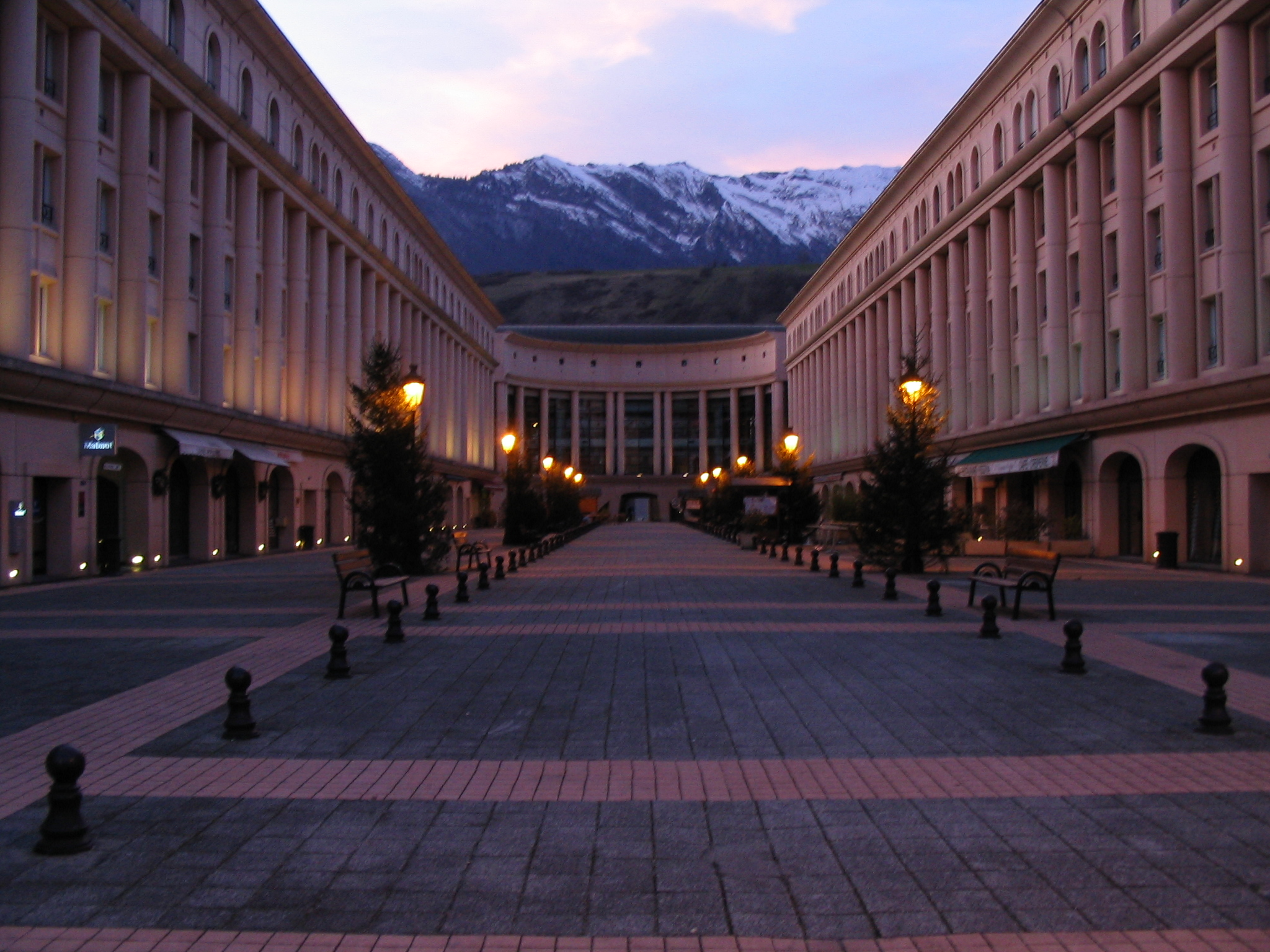
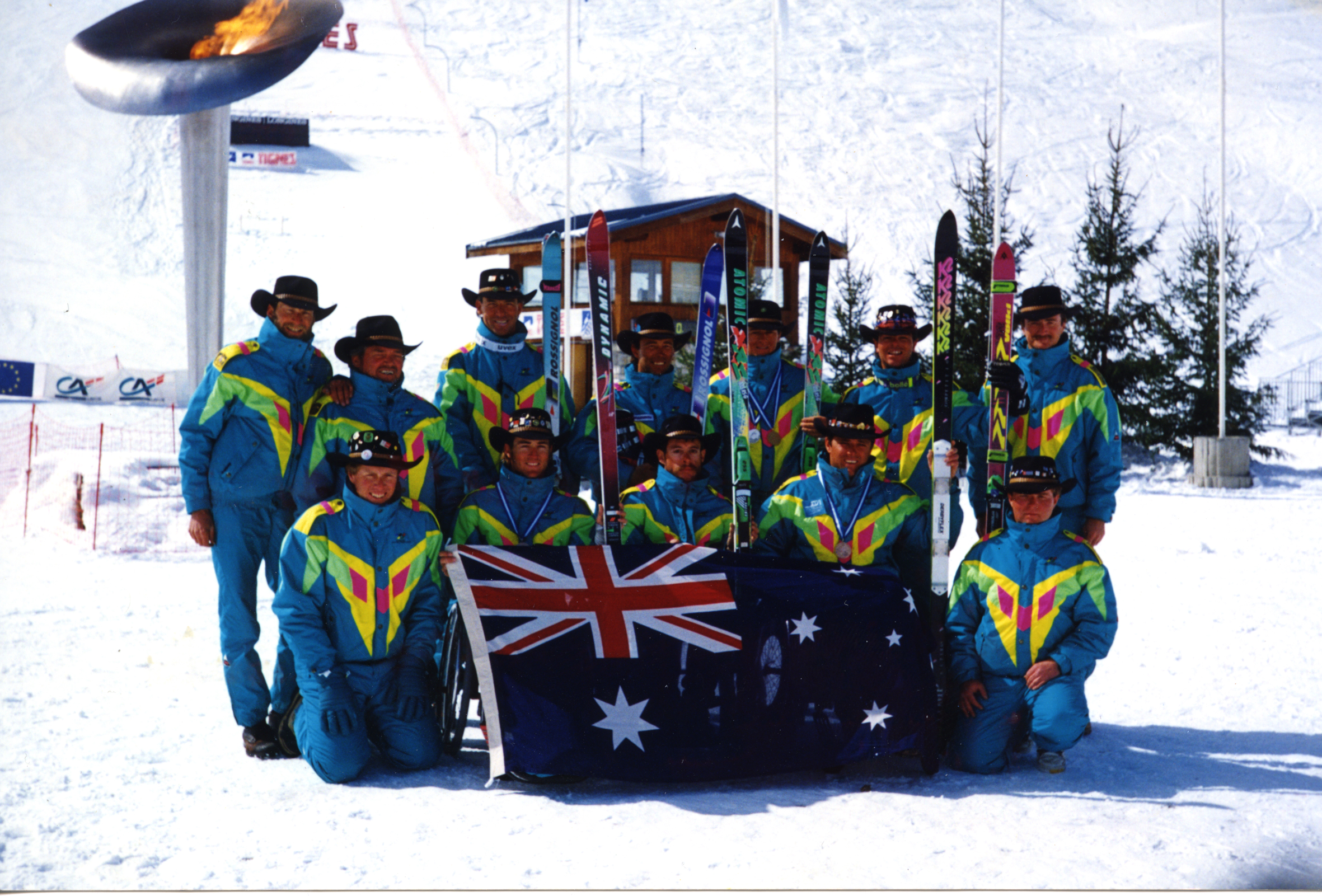
Australiensiska OS-truppen i vinter-OS 1992
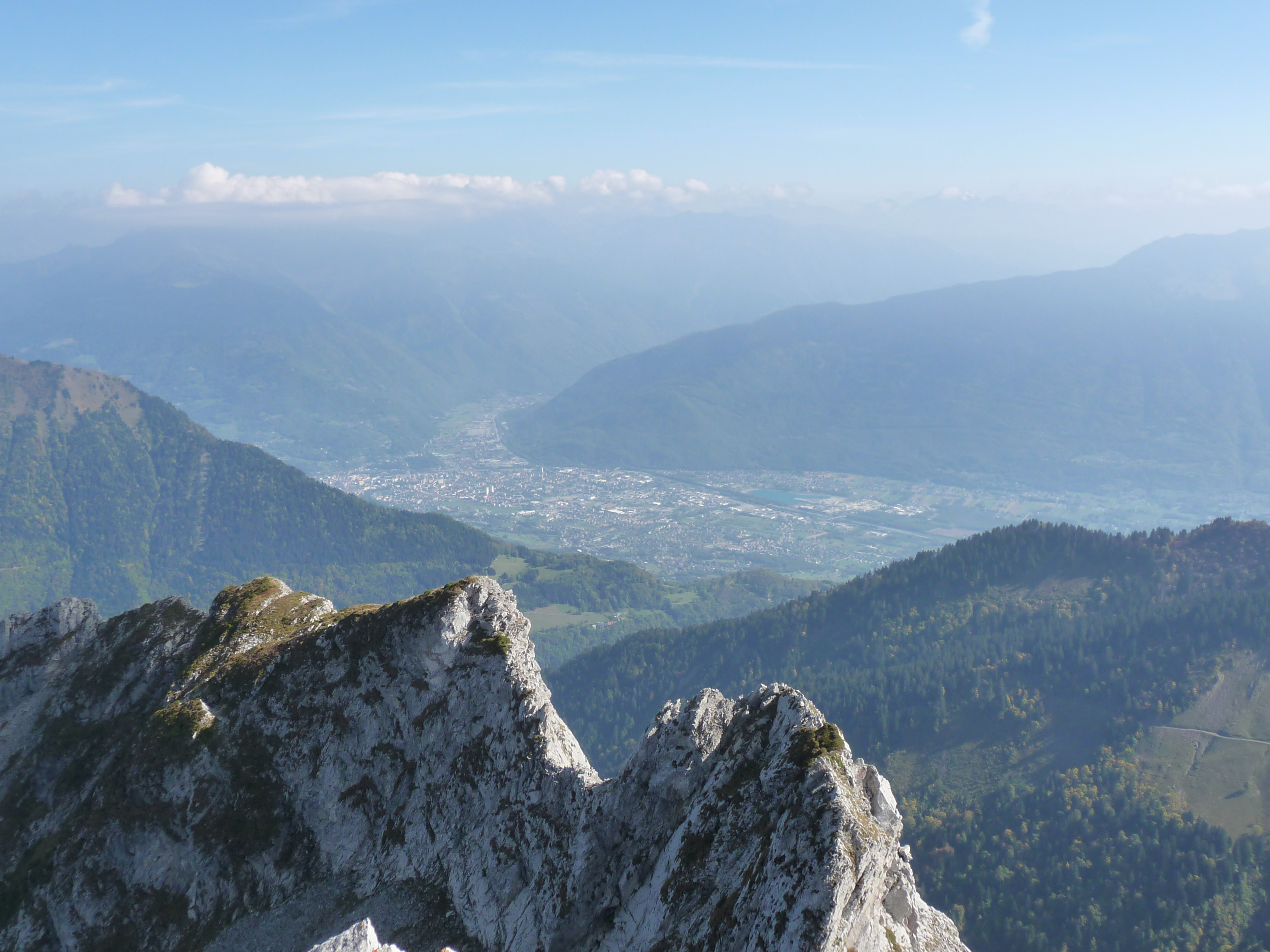
Albertville från berget Sambuy